# Johann Buxtorf der Ältere

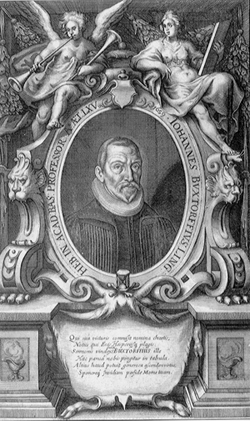
Johann Buxtorf der Ältere

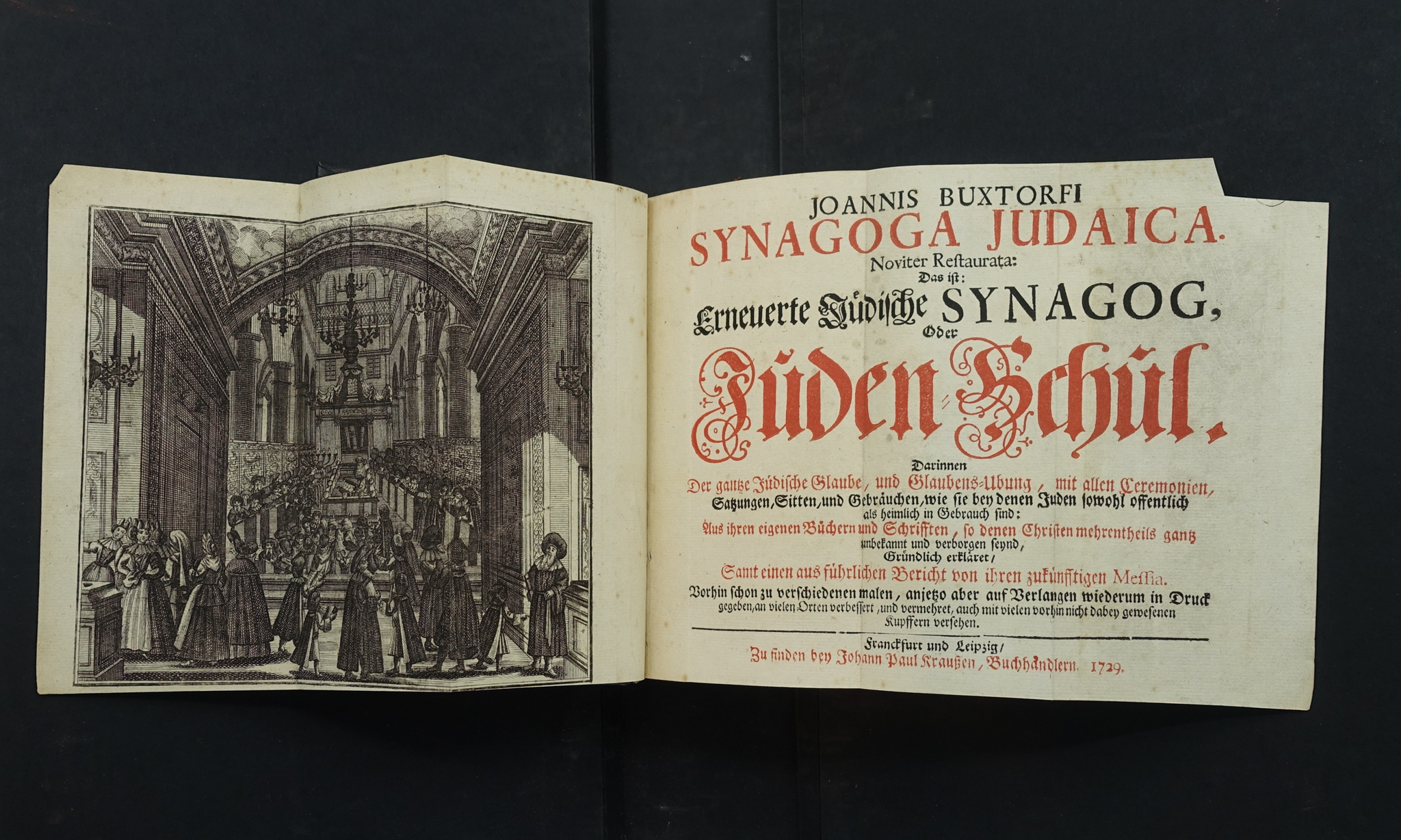
Titelblatt der 1729 Ausgabe von Juden Schul, in der Sammlung des Jüdischen Museums der Schweiz.

Johann Buxtorf der Ältere (* 15. Dezember 1564 in Kamen, Westfalen; † 13. September 1629 in Basel) war ein deutscher reformierter Theologe und Begründer der hebräischen und aramäischen Sprachwissenschaft in Deutschland.

## Leben
Buxtorf wurde als Sohn eines gleichnamigen Pfarrers geboren, studierte ab 1585 an der Hohen Schule Herborn und zog 1588 an die Universität Basel. Dort übernahm er 1591 den Lehrstuhl für Hebräisch, den er bis zu seinem Tod innehatte. 1614/15 amtierte er als Rektor der Universität. Er starb im Alter von 64 Jahren an der Pest.
Buxtorf verfasste zahlreiche Bücher, unter anderem eine hebräische Grammatik (1605) und mehrere Wörterbücher. Sein wichtigstes Werk ist das Lexicon chaldaicum talmudicum et rabbinicum, das von seinem Sohn Johann Buxtorf dem Jüngeren vollendet wurde und 1640 in Basel erschien. Seine Juden-Schul (1603) beschrieb jüdisches Leben und jüdisches Brauchtum und hatte große Bedeutung für eine sachlichere Wahrnehmung des Judentums in der Frühen Neuzeit. Viel benutzt war auch die Bibliotheca rabbinica (1613), die früheste Bibliographie hebräischer Bücher. Mit Louis Cappel, der eine Spätdatierung der hebräischen Vokalzeichen vertrat, führte er einen Streit, den sein Sohn fortsetzte.
Buxtorfs Bemühungen galten dem Druck einer hebräischen Bibel mit einer Sammlung der wichtigsten jüdischen Bibelkommentare. Zu diesem Zweck verschaffte er zwei Juden die Erlaubnis, sich in Basel niederzulassen. Er unterhielt mit jüdischen Gelehrten in Deutschland, Holland und Konstantinopel einen regen Briefwechsel. Seine Einstellung zum Judentum bedeutete nach einer langen Zeit größter Unterdrückung den Umschwung zu größerer Toleranz. Buxtorf hinterließ eine große Anzahl von Briefen, die heute für das geistige Leben jener Zeit höchst aufschlussreich sind.